# All I Do Is Think of You
All I Do Is Think of You – ostatni singel The Jackson 5 wydany w wytwórni Motown.